# Cleantis prismatica
Cleantis prismatica là một loài chân đều trong họ Holognathidae. Loài này được Risso miêu tả khoa học năm 1826.